# Murska Sobota
Murska Sobota (pronuncia ˈmúːɾska ˈsóːbɔta, in ungherese Muraszombat, in tedesco Olsnitz) è una città di 11 244 abitanti della Slovenia nord-orientale. È situata vicino al fiume Mura (da cui il nome) nella regione dell'Oltremura di cui è la capitale ed è una delle undici città della Slovenia (in sloveno mestna občina). La città dista pochi chilometri dai confini con Austria, Ungheria e Croazia.
La città ricade nel territorio del comune cittadino di Murska Sobota (Mestna občina Murska Sobota) e ne è capoluogo comunale.

## Origini del nome
Ufficialmente, è conosciuta come Murska Sobota, ma viene anche spesso chiamata solo Sobota dai suoi abitanti; i cittadini sloveni la chiamano anche solo Murska. Il nome tedesco della città è Olsnitz, derivato dal vecchio nome sloveno Olšnica. Il nome sloveno attuale è una traduzione del nome ungherese Muraszombat, nome ufficiale della città fino al 1919.
In ungherese szombat significa sabato, riferendosi alla pratica della città di tenere delle fiere ogni sabato. Murska Sobota è stata una città della contea di Vas nel Regno d'Ungheria fino al 1918. Durante la seconda guerra mondiale fu occupata dall'Ungheria dal 1941 al 1944. Tra il 1944 e il 1945 invece fu sotto occupazione nazista tedesca. Venne liberata dalle truppe sovietiche nel maggio 1945.

## Storia
Murska Sobota era la città più a nord della Jugoslavia e nel corso della sua storia ha più volte cambiato i suoi confini, poiché ai limiti tra le zone d'influenza della Slovenia e dell'Ungheria. Gli ungheresi rappresentano una minoranza di all'incirca 3000 persone. Nel 1919 fu proclamata la Repubblica di Mura e la città diventò la capitale del nuovo stato. Nel 1991, durante la guerra dei dieci giorni tra la Slovenia e l'esercito federale jugoslavo, la città fu bombardata, ma per fortuna non vi furono né vittime né danni. Oggi è una città tranquilla con un'economia basata sull'industria leggera, il commercio e il turismo termale. Nell'aprile del 2006, divenne la sede della nuova diocesi di Murska Sobota, di religione cattolica confluita nell'arcidiocesi di Maribor.

## Monumenti d'interesse
- Castello di Murska Sobota
- Cattedrale di San Nicola

## Sport

### Calcio
La squadra principale della città è il Nogometna šola Mura, squadra che ha succeduto il Nogometno Društvo Mura 05, fallito nel 2013.